# Бомкове
Бо́мкове —  село в Україні, у Деражнянській міській громаді Хмельницького району Хмельницької області. Населення становить 116 осіб.

## Історія
Історична дата утворення 1515 рік.
7 (20) листопада 1917 року, відповідно до Третього Універсалу Української Центральної Ради, увійшло до складу Української Народної Республіки.
12 червня 2020 року, відповідно до розпорядження Кабінету Міністрів України № 727-р «Про визначення адміністративних центрів та затвердження територій територіальних громад Хмельницької області», увійшло до складу Деражнянської міської громади.
19 липня 2020 року, в результаті адміністративно-територіальної реформи та ліквідації Деражнянського району, село увійшло до складу Хмельницького району.

## Герб
Затверджений 26 березня 2019 р. рішенням №10 сесії сільської ради. Автор - І.Д.Янушкевич.
У зеленому щиті в центрі золотий симетричний візерунок, складений із дубового листя, пшеничних колосків і жолудя. У червоній главі три чорно-золотих джемлі зі срібними крилами в балку, два крайні виходять поза меж щита.